# Приморська область

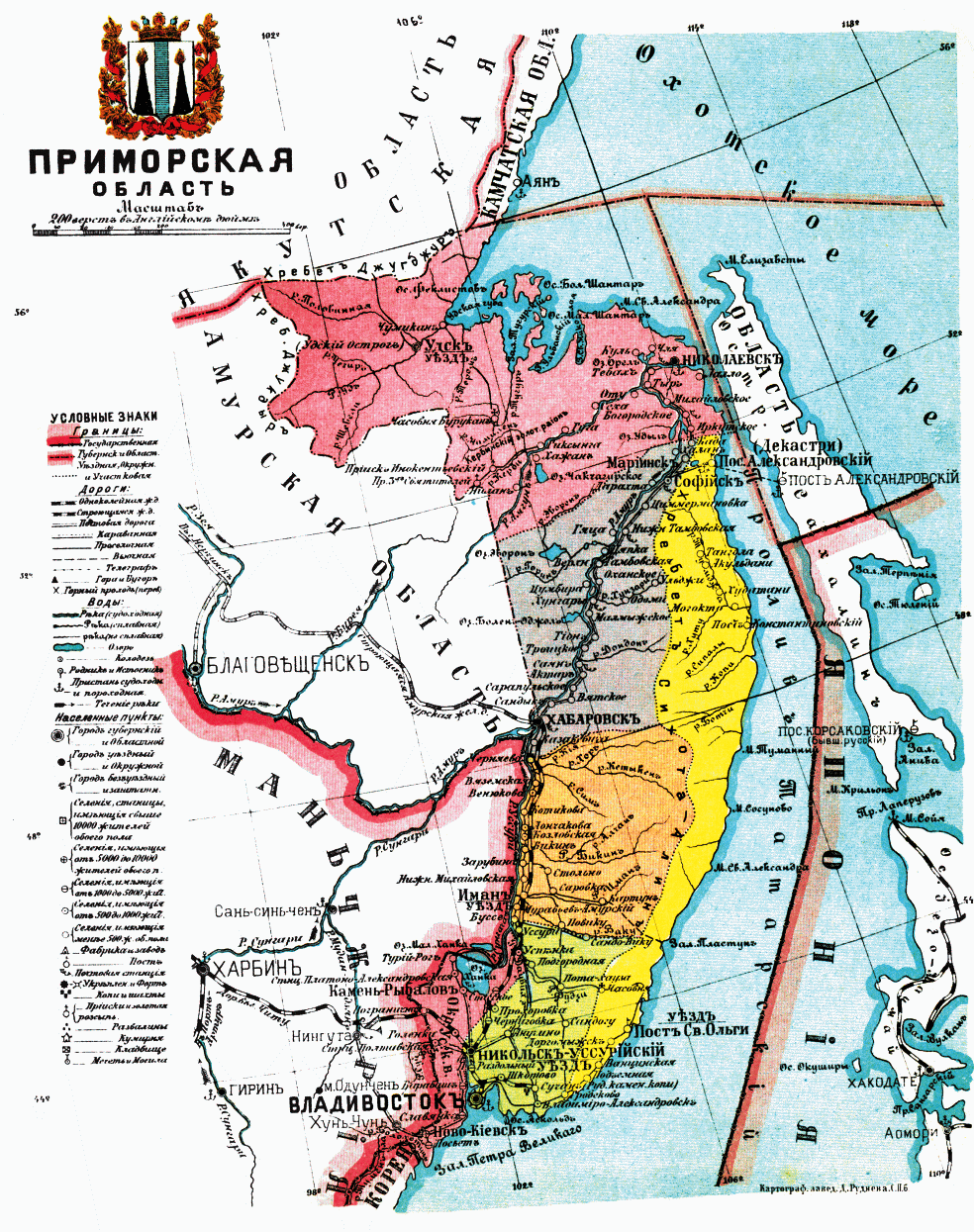
Карта Приморської області, 1913

43°07′00″ пн. ш. 131°54′00″ сх. д. / 43.116666666667° пн. ш. 131.9° сх. д.
Приморська область (рос. Приморская область) — область на Далекому Сході Російської імперії, що включала Камчатку, Чукотку, Гіжигинський та Охотський округи уздовж узбережжя, частинину Надамур'я від впадання річки Уссурі до гирла річки Амура та Уссурійський край. Утворена в 1856. Головним містом Приморської області до 1880 був Ніколаєвськ, згодом — Хабаровськ, та з 1888 — Владивосток.
У 1856–1884 відносилася до складу Східносибірського генерал-губернаторства, в 1884–1917 – Приамурського генерал-губернаторства, в 1903–1905 у складі Приамурського генерал-губернаторства відносилась до намісництва на Далекому Сході.
Законом ДСР від 6 листопада 1922 Приморську область перейменовано на Приморську губернію у складі Далекосхідної республіки.

## Географія
Приморська область займала вузьку смугу східного узбережжя Сибіру, між 70° і 42° північної широти, від Льодовитого океану на південь до кордону Кореї. Північну межу її становив Льодовитий океан від Чаунської губи до Берингової протоки; на північному заході і заході межа між Приморською областю та Якутською проходила вододілом Станового хребта, між Приморською областю та Амурської — хребтом Джугдир, звідки сходила прямо на південь по відрогів Хінганського хребта до міста Хабаровська; межа від Китайської імперії тягнулася по річці Уссурі до озера Ханка, звідси на південь до Японського моря. Довжина Приморської області з півночі на південь доходить до 4000 верст, середня ширина — 350 верст, звужуючись місцями по узбережжю Охотського моря поблизу Аяна до 40 верст і розширюючись на крайній півночі уздовж узбережжя Льодовитого океану до 1000 верст. Східна і південно-східна кордону вздовж узбережжя Великого океану мали берегову лінію в 14950 верст.
Приморська область містила в собі Чукотську землю, Камчатський півострів, Командорські острови, Гіжигинський та Охотський округи, частину Надамур'я від впадання річки Уссурі до гирла річки Амура та Уссурійщину з Муравйов-Амурським півостровом. Острів Сахалін, що належав раніше до Приморської області 1884 року відділений від неї в якості особливого відділу.
Площа Приморської області — 1 629 424 кв. верст, в тому числі великі озера — 7729 кв. верст. За площею Приморська область серед сибірських губерній і областей посідала третє місце, поступаючись тільки Якутській області та Єнісейській губернії.

## Поділ
Від початку область мала поділ на 3 округи:
- Гіжигінська округа (від заснування),
- Петропавловська округа  (від заснування),
- Удська округа (1857 року передано з Якутської області),
- Охотський округ (виділена з Якутської області 1858 року),
- Ніколаєвський округ (утворена 1858 року),
- Софієвський округ (утворена 1858 року),

У 1868 утворені Сахалінський, Аввакумовський, Суньфунський, Сучанський, Уссурійський і Ханкайський округа.
На 1870 в Приморській області було 4 міста: Ніколаєвськ, Охотськ, Петропавловський Порт і Софійськ.
У 1875 Сахалінський округ розділено на Південно-Сахалінський і Північно-Сахалінський округи.
У 1880 утворений Південно-Уссурійський округ, що утворений замість скасованих Аввакумовського, Суйфунського, Сучанського і Ханкайського округів.
У 1884 Сахалінський острів було виділено в самостійну адм.-тер. одиницю під керуванням начальника острова. Таким чином Приморська область позбулася Південно-Сахалінського і Північно-Сахалінського округів.
У 1888 утворені Анадирський і Командорський (на Командорських островах) округи.
У 1889 утворено особливу округу Уссурійського козацького війська, початково розділену на 3 ділянки.
У 1896 Софійська округа перейменована на Хабаровську через перенесення центру з Софійська до Хабаровська.
У 1898 село Нікольське перетворено на місто Нікольськ-Уссурійський (тепер Уссурійськ).
У 1902 округи області перейменовані на повіти. Тоді Приморська область мала у складі:
- Анадирський повіт,
- Гіжигінський повіт,
- Командорський (Командорських островів) повіт,
- Охотський повіт,
- Петропавлівський повіт,
- Удський повіт,
- Хабаровський повіт,
- Південно-Уссурійський повіт;
- земля Уссурійського козацького війська.

У 1909 зі складу області виділена самостійна Камчатська область з Петропавлівським, Охотським, Гіжигінським, Анадирським і Командорським повітами; і Південно-Уссурійський повіт було розділено на три: Іманський, Нікольсько-Уссурійський і Ольгінський.
Поділ на 1909:
- Іманський повіт,
- Нікольськ-Уссурійський повіт,
- Ольгінський повіт,
- Удський повіт, - 1914 року передано до Сахалінської області,
- Хабарівський повіт,
- землі Уссурійського козацького війська:
  - Бікінський станичний округ,
  - Гленовський станичний округ,
  - Гродековський станичний округ,
  - Донський станичний округ,
  - Платоно-Александровський станичний округ,
  - Полтавський станичний округ.

ДСР у листопаді 1920 передала Іманський і Хабаровський повіти до новоствореної Приамурської губернії
Поділ на 1920-1922:
- Нікольськ-Уссурійський повіт,
- Ольгинський повіт,
- округа Уссурійського козацького війська.

В жовтні — на початку листопада 1922 Приморську область поділено на 2 повіти (Нікольськ-Уссурійський і Спаський) і 4 райони (Ольгинський, Посьєтський, Прикордонний, Сучанський); округу Уссурійського козацького війська було скасовано.

## Населення
За переписом 1897, у Приморській області мешкало 220557 осіб, в тому числі 150826 чоловіків і 69731 жінок; на 100 чоловіків припадало лише 46 жінок; за винятком острова Сахалін (де на 100 чоловіків 37 жінок), ніде в Росії такого співвідношення не існувало). На 1 кв. версту припадало лише 0,13 мешканців; рідше була населена в Сибіру лише Якутська область (0,07 жителів на 1 кв. версту). Міського населення (в 6 містах) 50523 (40940 чоловіків і 9583 жінок), або 22, 9 % всього числа мешканців: у Владивостоці 29 тисяч, в Хабаровську 15 тисяч, в Ніколаєвську 5 тисяч; в інших трьох містах, взятих разом, менше 1000 мешканців. Якщо виключити з неміського населення війська і корінних, напівдиких мешканців краю, що займаються лише полюванням і рибальством, то залишається не більше 45 % сільського продуктивного населення. Особливо слабо населена північна частина області, на північ від Амура, де на просторі 1346905 кв. верст мешкає 50417 осіб, тобто на кв. версту 0,04 душі; в південній частині (170140 мешканців) на кв. версту припадає 0,3 людини. І це рідкісне населення з'явилося в краї недавно. До приєднання Амурського краю до Росії тут було, за винятком небагатьох російських постів на Амурі і по березі моря, лише кілька тисяч бродячих інородців та невелике число китайських втікачів (так званих манз).
Початок заселення краю східноєвропейськими слов'янами відноситься до 1855, коли в пониззі Амура, між постами Миколаївським і Маріїнським, в 5 слов'янських селищах було поселено 51 родина селян з Іркутської губернії.
Після заняття Амурського краю розпочато було примусове переселення на річку Уссурі забайкальських козаків, частина яких у 1879 році переведена на прикордонну з Китаєм лінію на південь від озера Ханка. Після того на Амур були відправляєми переселенці з внутрішніх губерній Європейської Російської імперії (переселення). Заселення краю йшло повільно, головним чином внаслідок незручностей сухопутної подорожі через весь Сибір. З 1883 року, коли почалося перевезення переселенців морським шляхом з Одеси до Владивостока, заселення області пішло успішніше. У 1880 році в Уссурійсько-Амурському краї налічувалося приблизно 50000 осіб, у тому числі 27000 східноєвропейських слов'ян; у 1891 році населення доходило до 85000 осіб, з яких східноєвропейських слов'ян було 57000, корейців 13000, китайців близько 8000, американців, іноземців-європейців, японців 600, корінних мешканців 6500 тощо. Таким чином, за цей проміжок часу населення збільшилося на 70 %; число східноєвропейських слов'ян зросла понад ніж удвічі (тепер вони становлять в південній частині області більш 2/3 всього числа мешканців), число корейців — на 80 %; число китайців почала зменшуватися внаслідок зворотнього переселення їх у межі Китаю. Всього в 1891 році східноєвропейських слов'ян (селян-козаків, війська і міських обивателів) налічувалося в області 64500 (54,3 %), корейців 13000 (10,8 %), китайців 7900 (6,6 %), різних іноземців разом з японцями 600, корінних мешканців різних племен (рахунком до 15) 34000 (28,3 %).
Східноєвропейське слов'янське населення зосереджено головним чином в Південно-Уссурійському краї, на низинному просторі між озером Ханка і Японським морем, в долинах річок Суйфуна, Лефу, Сучана і по озеру Ханка. Тут нерідкі східноєвропейські слов'янські селища в 100 і більше дворів. Потім східноєвропейські слов'янські селища є ще: козацькі — на правому березі Уссурі, селянські — по правому березі Амура і поблизу гавані Святої Ольги; крім того, східноєвропейські слов'яни в незначній кількості живуть в містах північної частини області — Охотську та Гіжигинську, а також на Камчатці.
З інородців у південній частині Приморської області живуть гольди (нанайці), ольчі або мангуни (ульчі), орочі (або орочони) і гіляки (нівхи). У північній частині області, на північ від Амура, східноєвропейські слов'яни становлять 21,4 % населення; інші 78,6 % — інородці. Східноєвропейські слов'яни живуть в прибережних містах і містечках, інородські племена розсіяні по всьому простору краю. На крайній півночі від Анадирі до Льодовитого океану і від Колими до Берингової протоки кочують чукчі числом 12000, що поділяються за родом занять на приморських, або так званих біломорських (живуть уздовж узбережжя Льодовитого океану і займаються ловом риби та боєм тюленів і моржів), оленячих (кочують трохи південніше перших і займаються оленеводством) і міняйл зайнятих міновою торгівлею. Останні служать посередниками між інородцями Чукотської Землі і американцями, для чого перепливають на своїх байдарках Берингову протоку. Все чукчі живуть в рухомих юртах з оленячих шкур; багато з них хрещені.
Національний склад у 1897 році:
| Округи               | росіяни | українці | китайці | корейцы | тунгусо-маньчжурські народи | чукчи  | коряки | нівхи  | ітельмени | поляки | чуванці | ескімоси |
| -------------------- | ------- | -------- | ------- | ------- | --------------------------- | ------ | ------ | ------ | --------- | ------ | ------- | -------- |
| Область в цілому     | 35,9 %  | 14,9 %   | 13,7 %  | 10,9 %  | 7,6 %                       | 4,6 %  | 2,7 %  | 1,9 %  | 1,8 %     | 1,4 %  | …       | …        |
| Анадирська           | 1,1 %   | …        | …       | …       | 5,0 %                       | 79,4 % | 1,4 %  | …      | …         | …      | 4,0 %   | 9,1 %    |
| Гіжигинська          | 8,2 %   | …        | …       | …       | 25,3 %                      | 8,5 %  | 57,7 % | …      | …         | …      | …       | …        |
| Командорська         | 9,5 %   | …        | …       | …       | …                           | …      | …      | …      | …         | …      | …       | …        |
| Охотська             | 10,1 %  | …        | …       | …       | 79,1 %                      | …      | 5,0 %  | …      | …         | …      | …       | …        |
| Петропавловська      | 31,0 %  | …        | …       | …       | 5,3 %                       | …      | 15,8 % | …      | 47,5 %    | …      | …       | …        |
| Удська               | 40,9 %  | …        | 8,5 %   | 1,8 %   | 17,3 %                      | …      | …      | 23,1 % | …         | 1,1 %  | …       | …        |
| Уссурійська          | 67,9 %  | 2,8 %    | 16,0 %  | 4,5 %   | 6,2 %                       | …      | …      | …      | …         | …      | …       | …        |
| Хабаровська          | 49,7 %  | 4,5 %    | 17,1 %  | 2,6 %   | 20,4 %                      | …      | …      | …      | …         | 1,4 %  | …       | …        |
| Південно-Уссурійська | 33,6 %  | 25,2 %   | 17,1 %  | 17,9 %  | …                           | …      | …      | …      | …         | 2,0 %  | …       | …        |

| округи               | алеути | якути | євреї | татари | японці |
| -------------------- | ------ | ----- | ----- | ------ | ------ |
| Область в цілому     | …      | …     | …     | …      | …      |
| Анадирська           | …      | …     | …     | …      | …      |
| Гіжигинська          | …      | …     | …     | …      | …      |
| Командорська         | 89,6 % | …     | …     | …      | …      |
| Охотська             | …      | 5,7 % | …     | …      | …      |
| Петропавлівська      | …      | …     | …     | …      | …      |
| Удська               | …      | 1,2 % | 1,5 % | 1,4 %  | 1,3 %  |
| Уссурійська          | …      | …     | …     | …      | …      |
| Хабаровська          | …      | …     | …     | …      | …      |
| Південно-Уссурійська | …      | …     | …     | …      | 1,2 %  |

Простір і населення Союзу РСР (Приморська область) (за даними перепису 28 серпня 1920 року і по обчисленню на 1 січня 1925 р).
| рік        | Площа кв км | наявне населення | наявне населення | наявне населення | в т. ч сільське | в т. ч сільське | в т. ч сільське | в т. ч міське | в т. ч міське | в т. ч міське |
| рік        | Площа кв км | чоловіків        | жінок            | обидві статі     | чоловіків       | жінок           | обидві статі    | чоловіків     | жінок         | обидві статі  |
| ---------- | ----------- | ---------------- | ---------------- | ---------------- | --------------- | --------------- | --------------- | ------------- | ------------- | ------------- |
| 20.08.1926 | 593000      | 348961           | 286026           | 634987           | 222893          | 204796          | 427689          | 126068        | 81230         | 207298        |
| 1.01.1925  | 593000      | 359500           | 294500           | 654000           | 229600          | 210900          | 440500          | 129900        | 83600         | 213500        |

## Історія

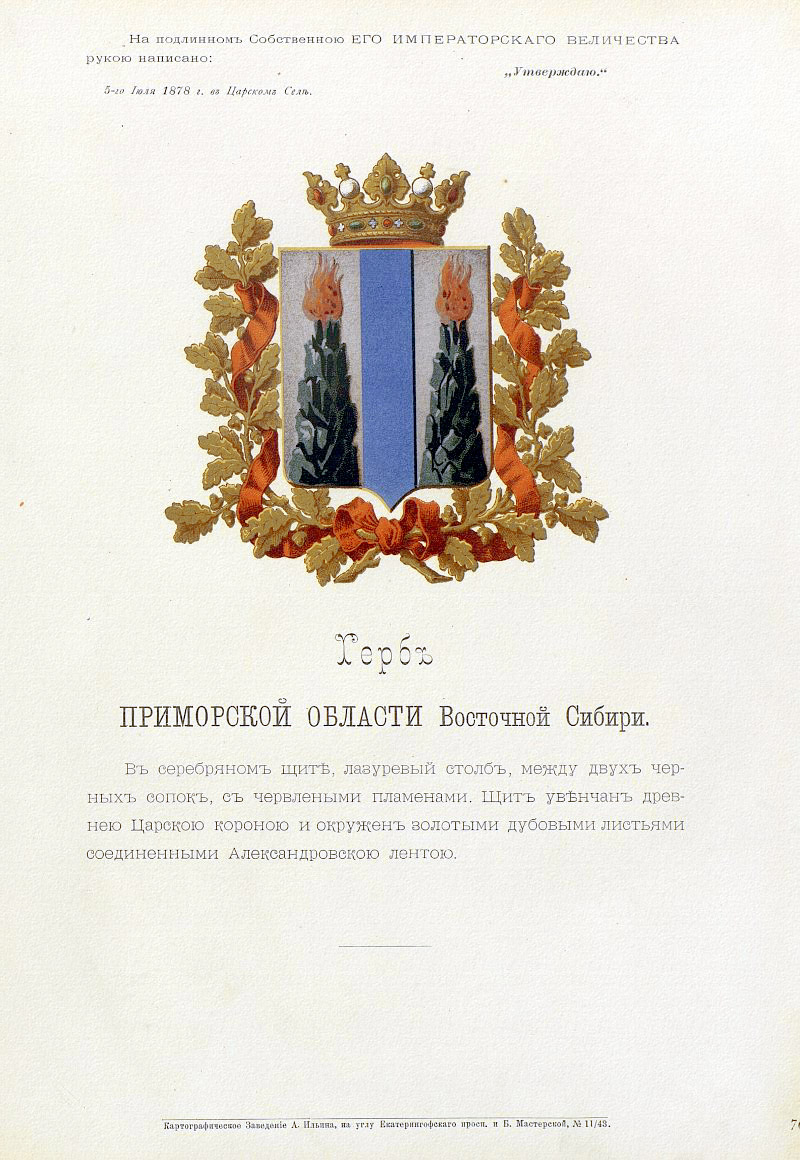
Герб області c з офіційним описом, затверджений Олександром II (тисяча вісімсот сімдесят вісім)

### Приєднання краю до Московського царства
Приєднання Приморської області до Московського царства почалося з північної її частини. Ще в першій половині XVII сторіччя сибірські козаки, рухаючись на схід і підкоряючи на шляху інородні племена, опинилися в межах нинішньої Приморської області. Так, 1630 року козаки заснували острог в Тауйську; у 1635 року козак Василь Поярков вийшов з гирла Амура в Охотське море; через 1637 року козак Семен Шелковніков піднявся на північ до річки Охоти та поставив біля її гирла зимівник; у 1649 році на цьому місці був побудований Косий острожек. У 1648 році козак Семен Дежньов вийшов на човнах з гирла річки Колими в Льодовитий океан і, обійшовши Чукотський ніс, спустився на південь до північній частині Камчатки; в 1649 році він заснував Анадирський острог. У 1697 році якутський козак Володимир Атласов побудував Нижньо-Камчатський острог.

### За Російської імперії
З часів Петра І край став заселятися росіянами. З сибірських селян були виписані мисливці для поселення в Охотському і Камчатському острогах; туди ж були переведені козаки з Якутська; нарешті, ті ж остроги були зроблені місцями для заслання засуджених на каторжні роботи. Хутрові багатства Камчатки залучили туди російських купців і промисловців; але з 1779 року, коли почала діяти Російсько-американська компанія, що користувалася торгово-промисловою монополією, російські купці залишили край.
У 1783 році Камчатка була віднесена до Охотської області, що входила до складу Іркутського намісництва. У 1803 році Камчатка була виділена в особливу область, центром управління якої в 1849 році зроблили Петропавлівський порт. В цей час до Камчатської області відносилися всі володіння Росії на узбережжі Східного океану, за винятком Охотського округу, приєднаного до Якутської області. Заняття росіянами Надамурщини почалося заснуванням капітаном Невельським в 1850 році Петровського зимів'я на березі Охотського моря, в 30 верстах від гирла Амура. У тому ж році в самому гирлі річки лейтенант Бошняк заснував Миколаївський пост. У 1853 році були засновані посади Маріїнськ на Амурі і Олександрівський на березі Татарської протоки. У 1854 році в гирлі Амура для захисту російських володінь від нападів китайців були переведені забайкальські козаки і один лінійний батальйон.

#### Приморська область (1856—1917)
Подальші дії по закріпленню за Росією Амурщини були припинені через Кримську війну; але вже в 1856 році з приморських частин Східного Сибіру разом з Камчаткою була утворена нова Приморська область.
У 1857 році в низов'ях Амура було побудовано 11 козацьких станиць, і зі складу області була виділена нинішня Амурська область з центром в Благовіщенську. 31 жовтня 1857 року в склад Приморської області з Якутській області було передано Удський (Охотський) край.
У 1858 році до складу Приморської області увійшло все знову придбане за Айгунською угодою простір на лівобережжі Амура; центром управління областю зроблено місто Миколаївськ, де, з Петропавлівська було переведено флот. Того ж року було засновано село Хабарівка, а в 1859 році закладено Софійськ. У 1860 році графом Ігнатьєвим було укладено з Китаєм Пекінський трактат, за яким до Росії від Китаю відійшли землі між правим берегом Амура, річкою Уссурі і Японським морем — були в основному сформовані сучасні обриси кордону з Китаєм. До Приморської області за Пекінською угодою було приєднано Уссурійський край.
Воєнний губернатор Приморської області одночасно був командиром портів Східного океану і Сибірської флотилії, в його віданні були російські острівні території на Тихому океані. З 1871 головним портом на Тихому океані став Владивосток - резиденція головного командира портів Східного океану.
Після підписання Петербурзької угоди 1875 до Примоської області увійшов весь Сахалінський острів, який у вересні 1875 за тимчасовими правилами «Про військове і цивільне управління на острові Сахаліні» Сахалінський округ було розділено на Південно-Сахалінський і Північно-Сахалінський округи.
У 1880 році обласне управління було переведено з Миколаївська до Хабаровки, а зі складу області виділено Муравйов-Амурський півострів з Владивостоком і Руським островом, що утворили окреме Владивистоцьке воєнне губернаторство.
У 1884 році засновано Приамурське генерал-губернаторство, до складу якого увійшли Приморська, Амурська і Забайкальська області та Сахалін; в тому ж році Сахалін було вилучено з відання губернатора Приморської області. У 1888 році Владивостоцьке військове губернаторство було знову приєднано до Приморської області та обласне управління перенесено до Владивостока.
1889 року створено Уссурійське козацьке військо в складі Приморської області, для якого утворено особливу округу Уссурійського козацького війська, початково розділену на 3 ділянки.
З 1-й половини 1880-х років здійснювалися морські перевезення переселенців з Одеси з українських губерній на судах Добровільного флоту. Тоді почалося активне землеробцтво, розвивалися лісогосподарство, морський звіробійний і риболовний промисли, видобувна промисловість, морський транспорт. Швидкий економічний зріст був спричинений режимом вільної торгівлі (порто-франко), що тривав до початку 1900-х років і остаточно скасований лише 1909 року.
1896 центр Софійської округи перенесено міста Хабаровськ, тому округ почав називатися Хабаровським, а місто Софійськ стало селом. 1898 року село Нікольське було перетворено на місто Нікольськ-Уссурійський (тепер Уссурійськ).
Відкрито рух у 1897 рух Уссурійською залізницею з Владивостока на Хабаровськ; у 1900 - залізничною лінією Нікольськ-Уссурійський - Гродеково; у 1903 - залізничною ділянкою Гродеково - Прикордонна; після завершення будівництва Китайсько-Східної залізниці у 1903 році встановився залізничне сполучення з рештою Російської імперії через місто Харбін і Маньчжурію.
1902 року округи Приморської області перейменовані на повіти. 1909 зі складу області виділена самостійна Камчатська область.
1914 Удський повіт передан в Сахалінську область.
У 1914 році Удський повіт Приморської області було приєднано до Сахалінської області.

### За Російської республіки (1917-1920)
Лютневої російської революції 1917 влада в Приморській області перейшла до призначеного Тимчасовим урядом Приморському обласному комісарові. Постановою Тимчасового уряду в серпні 1917 статус міста отримали Спаськ, Іман та Ольга (поселення Святої Ольги).
Радянська влада більшовиків встановлена в листопаді 1917 - березні 1918 року. 
На початку червня 1918 війська осавула І.П. Калмикова та підполковника М.В. Орлова ввійшли в область з Маньчжурії. 29 червня 1918 року частини Чехословацького корпусу скинули радянську влада у Владивостоці в ході повстання Чехословацького корпусу, після чого, в середині серпяні 1918, у Примор'я ввійшли союзні французькі, американські, англійські, японські та інші війська. Владивосток став резиденцією Тимчасового уряду автономного Сибіру (отримав підтримку Приморської обласної земської управи), якому протистав Тимчасовий верховний правитель Росії генерал-лейтенант Дмитро Хорват. Тому у вересні 1918 року влада перейшля до Тимчасового сибірського уряду, уповноваженим якого став Дмитро Хорват. У листопаді 1918 року область перейшла під контроль Омського уряду. Восені 1918 розгорнувся  більшовицький партизанський рух на чолі з Військовою радою партизанської армії. У січні 1920 влада формально перейшла до Тимчасового уряду Приморської обласної земської управи під гна чолі з есером О.С. Медведєвим. На початку квітня 1920 року з усіх іноземних військ лишилися винятково японські війська.

### За Далекосхідньої республіки (1920-1921)
У листопаді 1920 року сусідня Сахалінська область була окупована японськими військами й її територія юридично була передана до складу Приамурської області Далекосхідної республіки.
У листопаді 1920 - травні 1921 Приморська область входила до складу Далекосхідної республіки (ДСР), а уряд Приморської обласної земської управи діяв, як її регіональний орган. 
Постановою уряду ДСР від 22 листопада 1920 Іманский і Хабаровський повіти були передані до складу новоствореної Приамурського губернії. У 1920-22 область ділилася на 2 повіти (Нікольськ-Уссурійський і Ольгинський) і округу Уссурійського козацького війська.

### Самостійна Приморська область (1921-1922)
Після взяття влади в травні 1921 Тимчасовим Приамурським урядом на чолі з С. Д. Меркуловим Приморську область було проголошено особливим державним утворенням, що в історіографії нерідко іменується «Чорним буфером».
У 1921-22 в Приморській області більшовики почали партизанський рух і бойові дії Народно-революціонною армією ДСР військ Тимчасового Приамурського уряду і Приморської земської раті, які більшовики нарекли «білоповстанцями».

### За більшовицької Далекосхідної республіки (1922)
В результаті Приморської операції 1922 року війська Земської раті зазнали поразки, і 25 жовтня 1922 Приморську область приєднали до більшовицької ДСР. В кінці жовтня - початку листопада 1922 Приморську область поділено на 2 повіту (Нікольськ-Уссурійський і Спаський) і 4 райони (Ольгинській, Посьєтський, Прикордонний, Сучанський); округу Уссурійського козацького війська скасовано. Законом ДСР від 6 листопада 1922 Приморську область перейменовано на Приморську губернію.

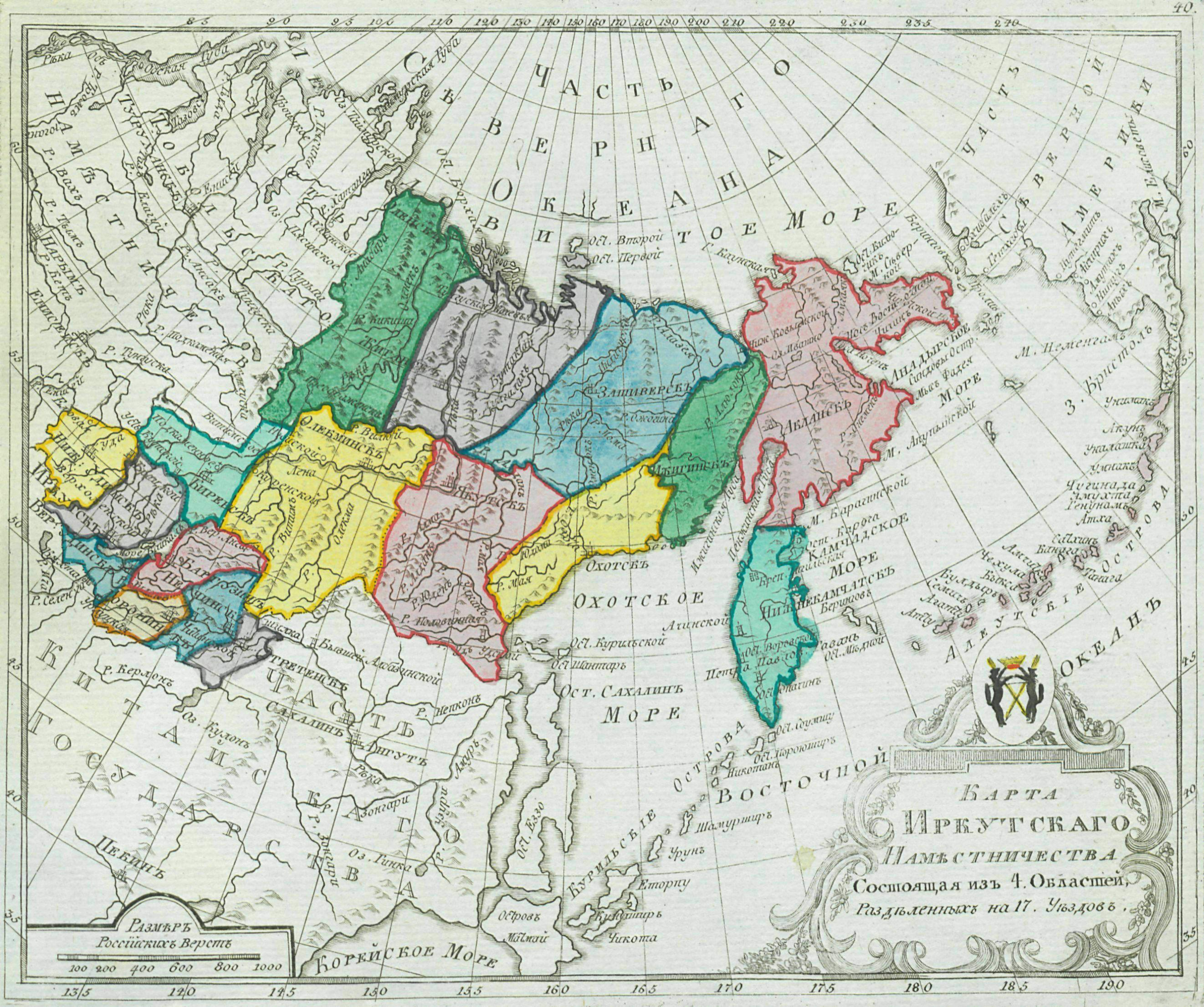
Іркутське намісництво в 1792 році
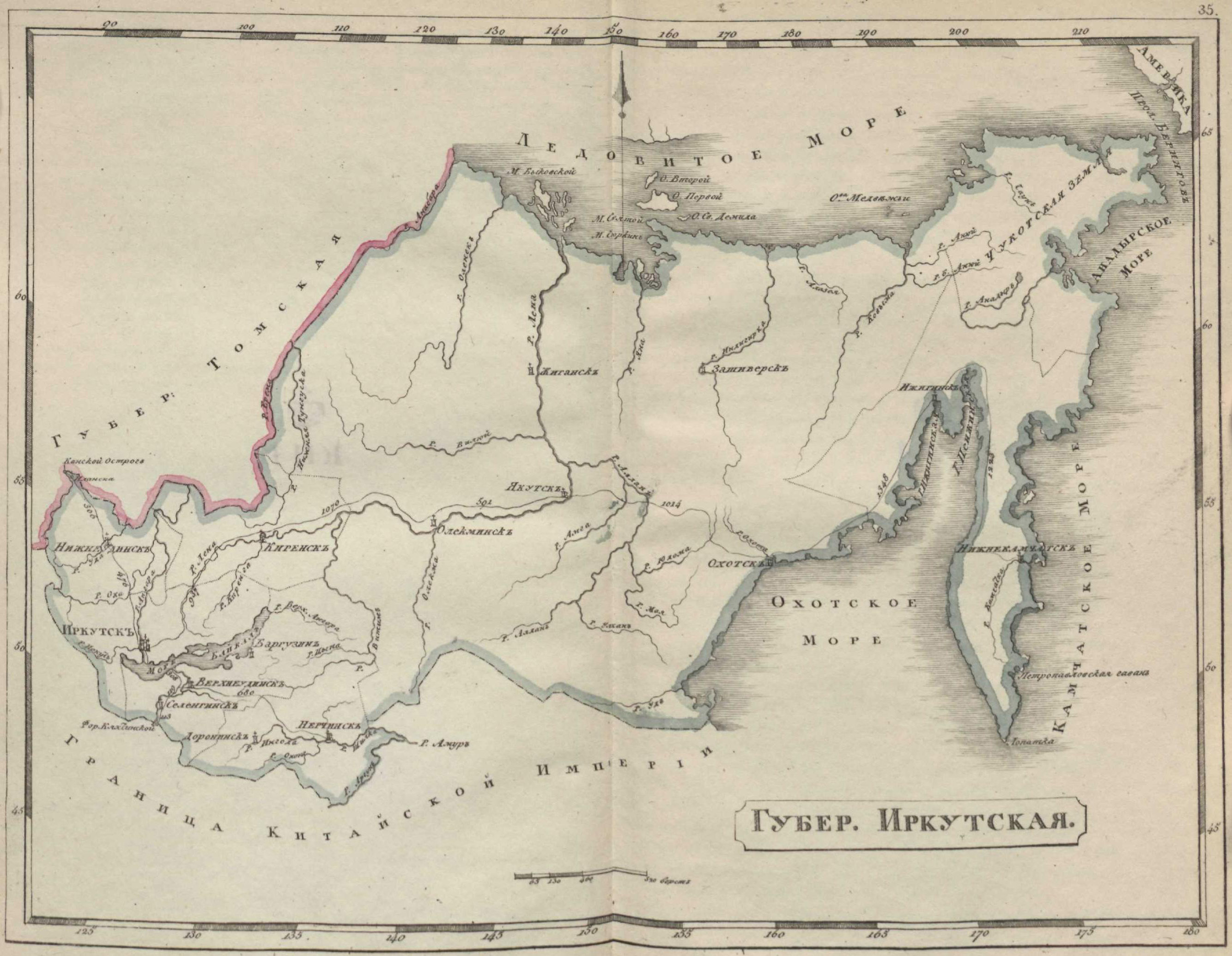
Іркутська губернія в 1808 році
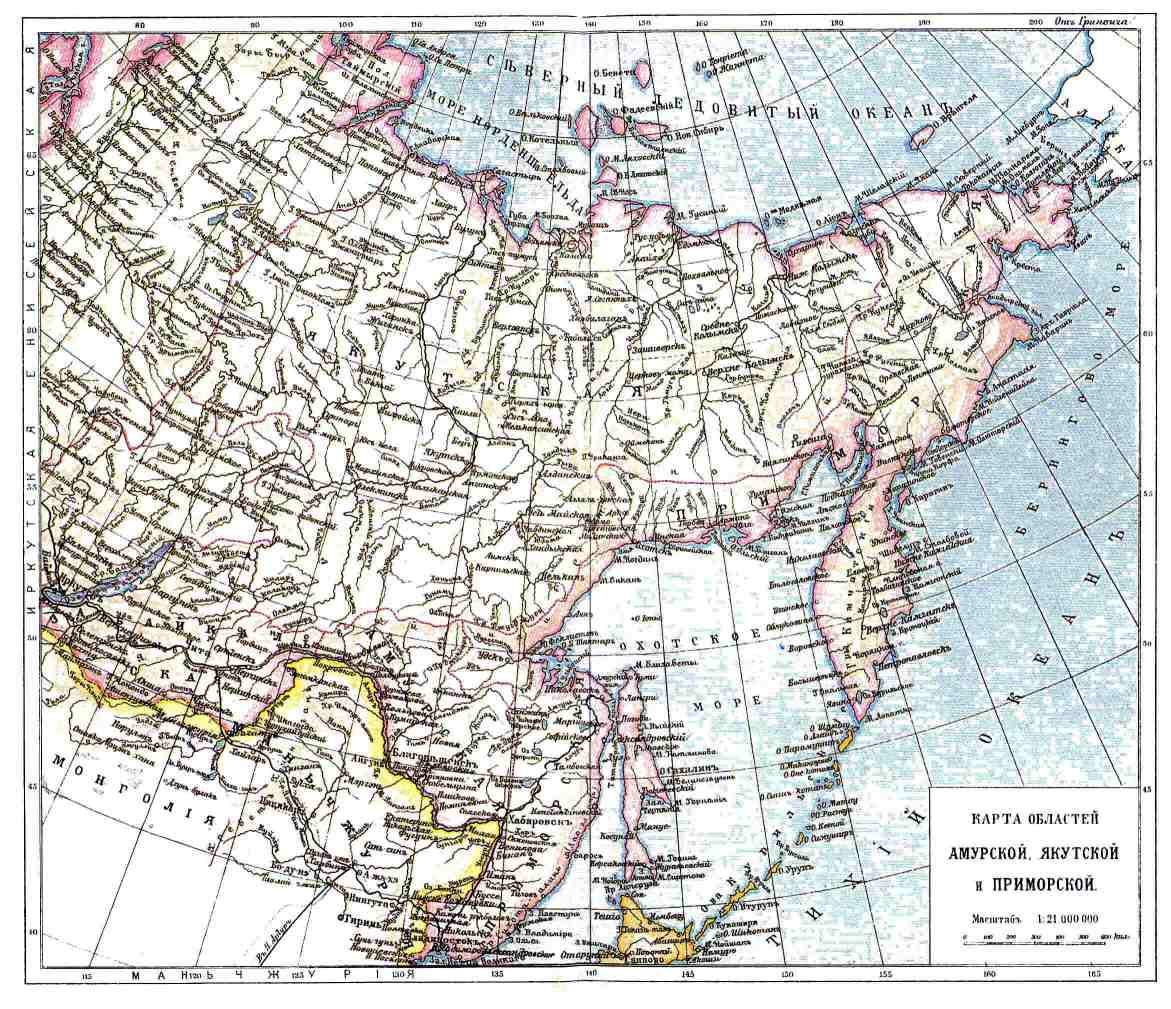
Східний Сибір
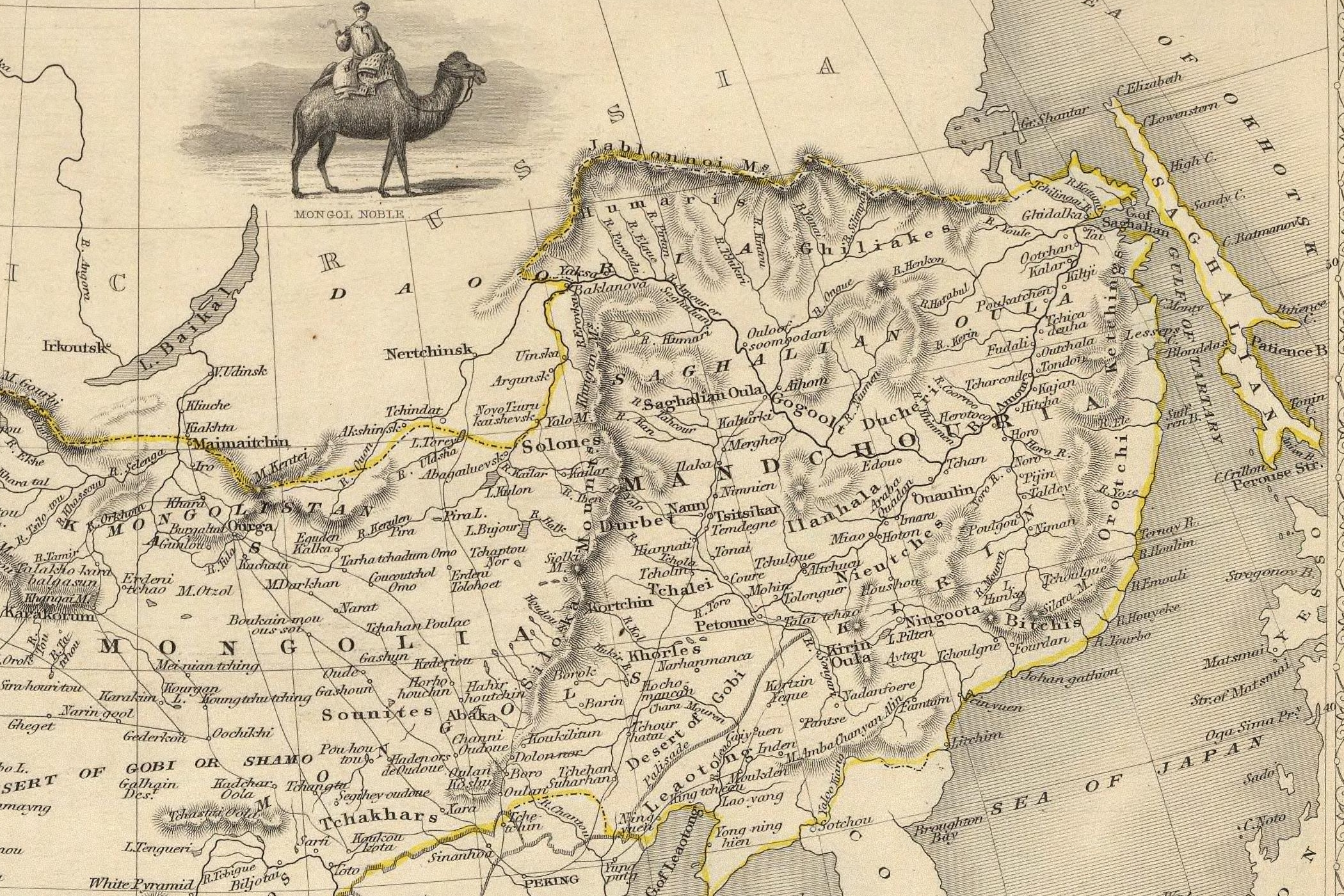
Карта Надамур'я 1851 року
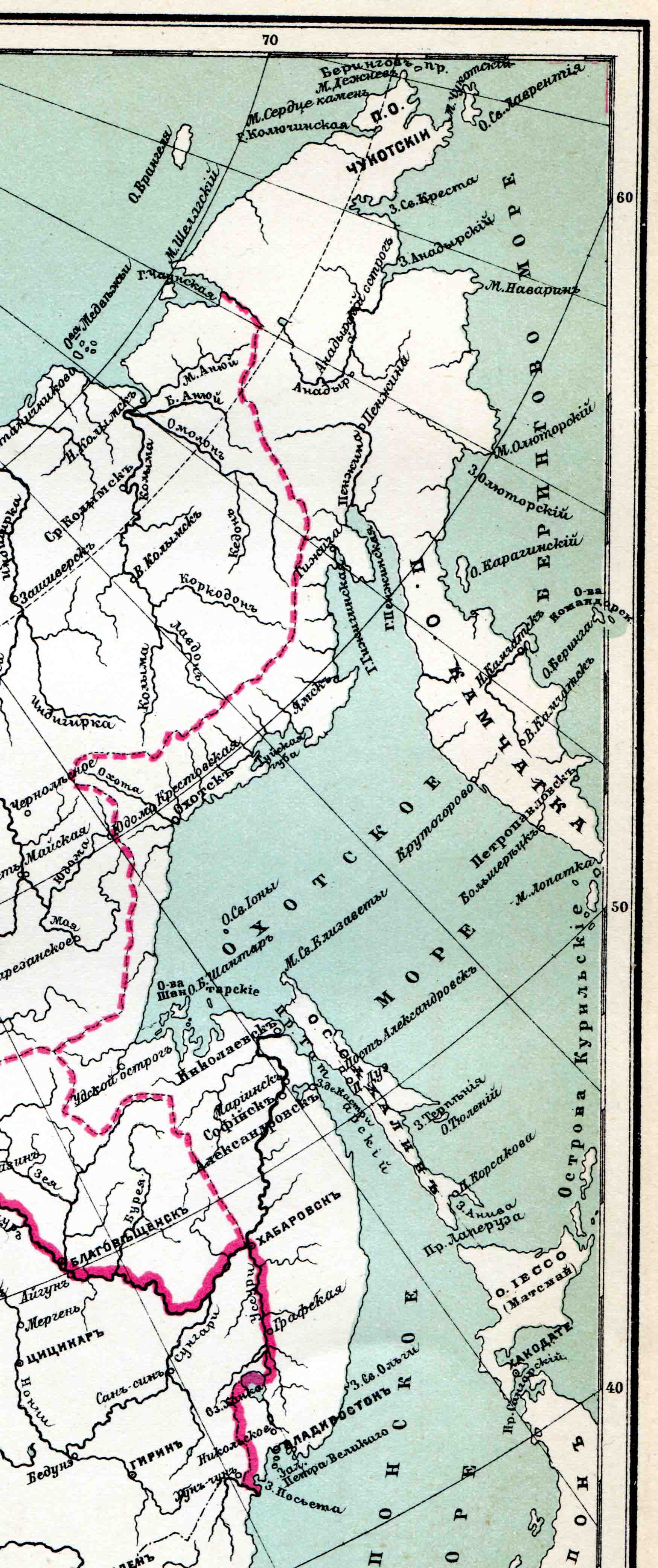
Приморська область в 1899 році
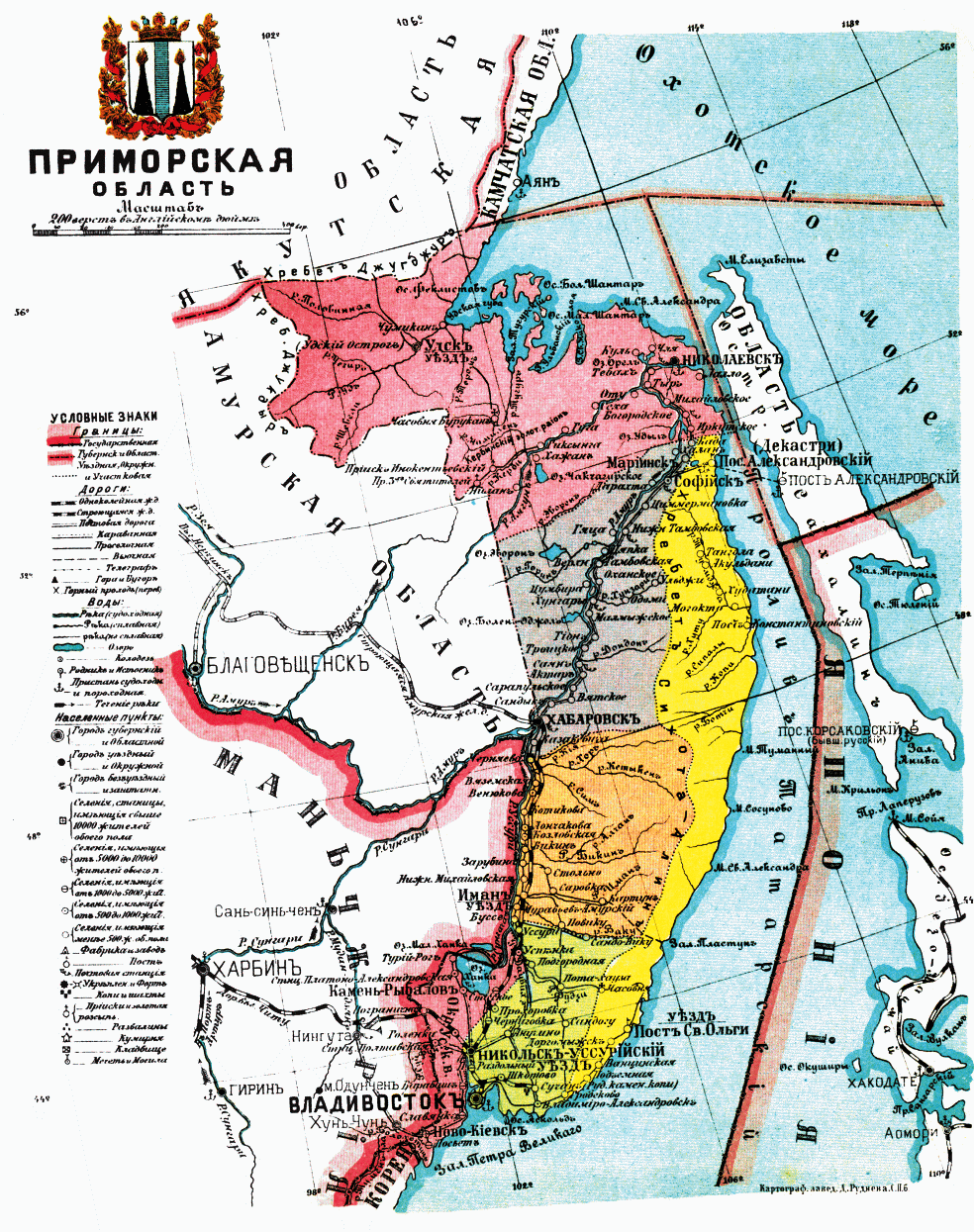
Приморська область в 1913 році

## Керівництво області

### Військові губернатори
Корейці займають південно-західну частину Уссурійського краю, в околицях Посьєтської затоки і на Маньчжурському кордоні, а крім того, живуть в небагатьох селах в Південно-Уссурійському краї і окремими фанзами (господами) по Уссурі, поблизу Хабаровська. Вони вважаються російськими підданими; деякі з них хрещені і займаються землеробством.

### Віце-губернатори
Між Анадир'ю та Охотским морем, а також по північно-східному узбережжю цього моря і в північній частині Камчатки живуть коряки; на узбережжі Охотського моря кочують ще дрібні тунгуські племена (евенки), що займаються оленярством, на Камчатці — камчадали (ітельмени) і ламути (евени).
Середина південної частині Приморської області заселена переважно китайцями, частиною осілими, частиною бродячими, а також інородцями, які в північній частині області є головним контингентом населення. У глухих місцях краю китайці живуть окремими фанзами (гоподами) і займаються землеробством, торгівлею, полюванням, добуванням морської капусти, ловом трепангів, таємним видобутком золота та іншим. Вони не визнають російського уряду, підкоряються китайським чиновникам і керуються місцевими виборними окружними старшинами. Особливо багато китайців у Владивостоці, де в їх руках вся роздрібна торгівля, а також в селі Микільському.

## Посилання

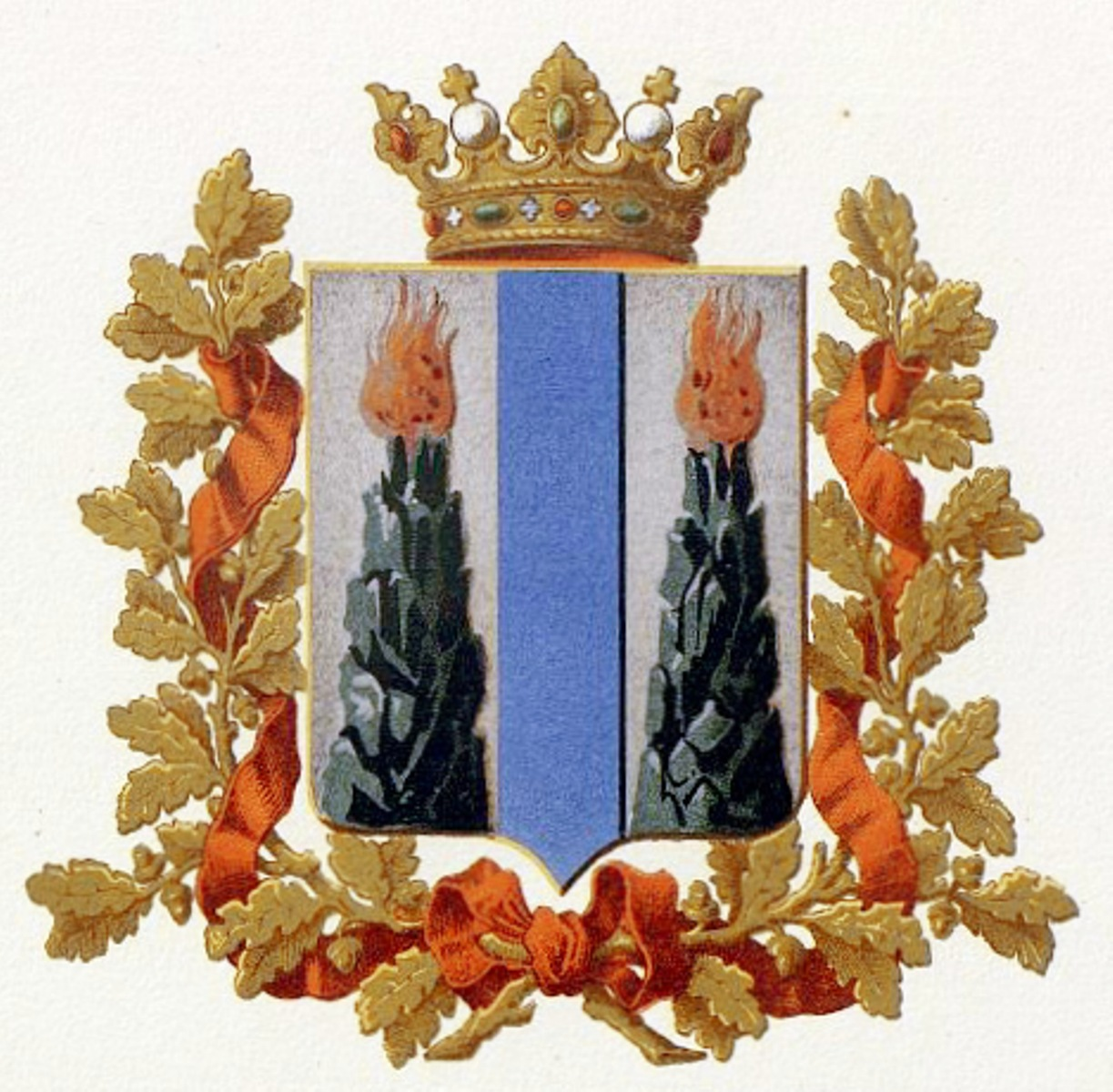
Герб області (вид. МВС, 1880)
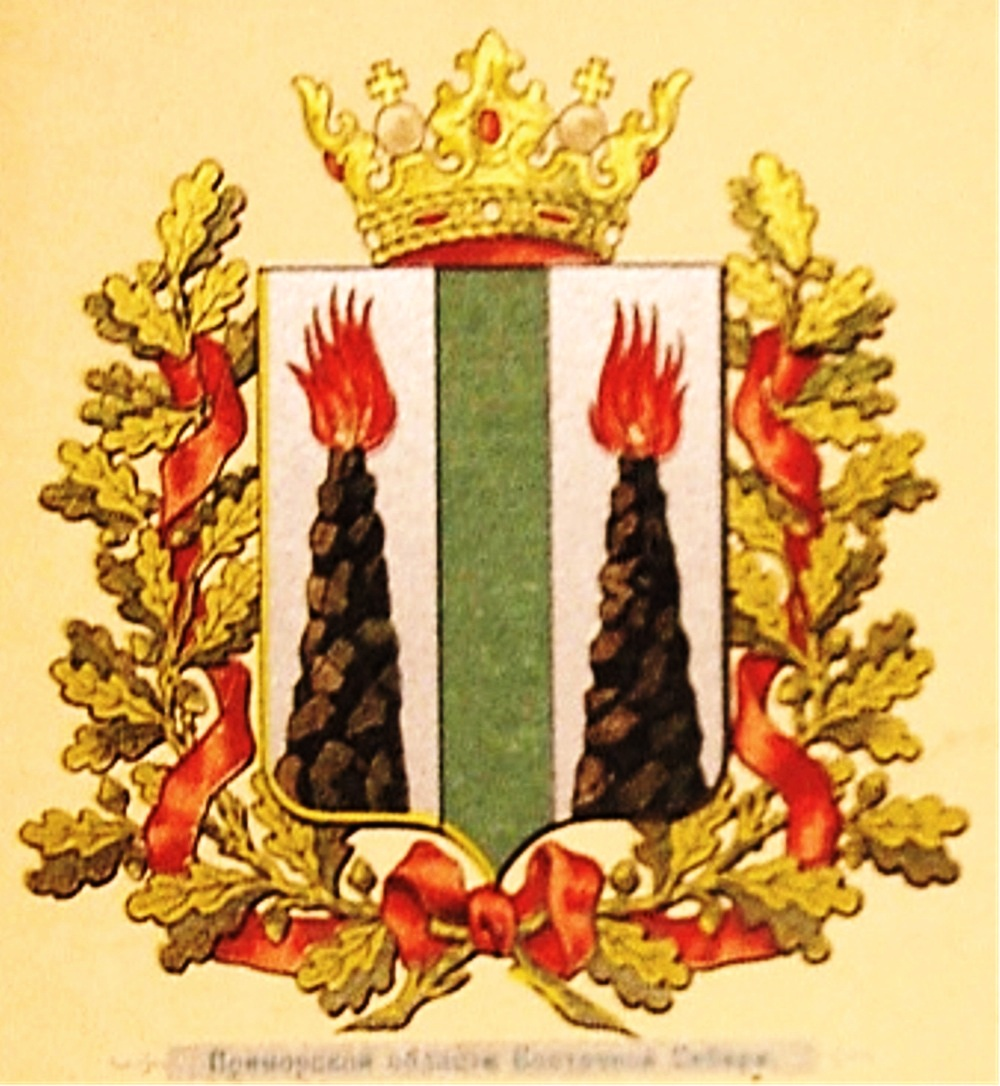
Герб області (вид. Сукачова, 1878)
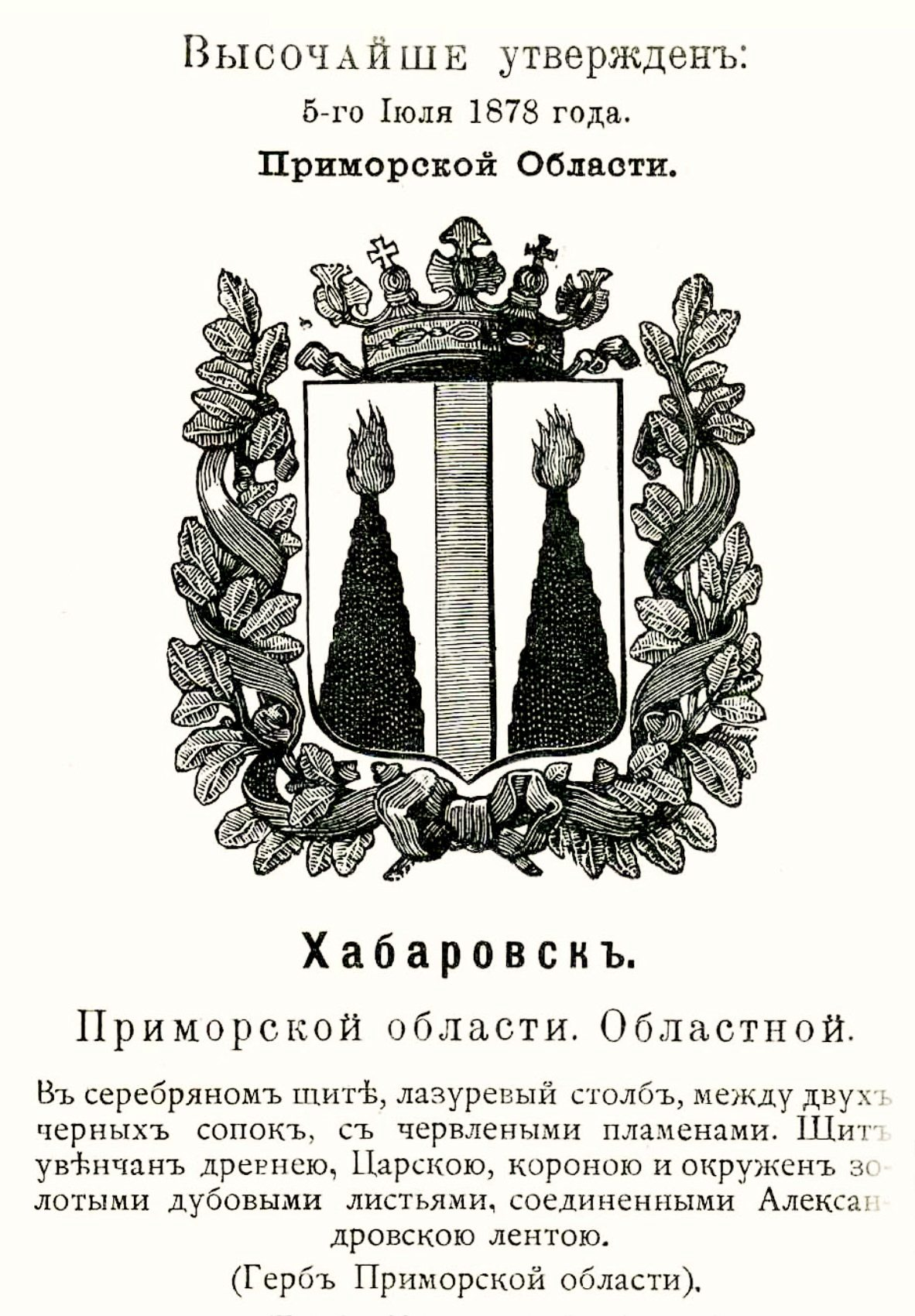
Герб Хабаровська (Вінклер, 1899)
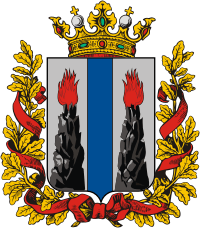
Сучасний малюнок герба області (2000-ті роки)

## Символіка
| Ф. І. Б.                         | Титул, чин, звання | Час заміщення посади     |
| -------------------------------- | ------------------ | ------------------------ |
| Казакевич Петро Васильович       | контр-адмірал      | 06.12.1856-04.04.1865    |
| Фуругельм Іван Васильович        | контр-адмірал      | 04.04.1865-20.04.1870    |
| Кроун Олександр Єгорович         | контр-адмірал      | 20.04.1870-07.07.1875    |
| Ердман Густав Федорович          | контр-адмірал      | 07.07.1875-04.06.1880    |
| Тіхмєньов Михайло Павлович       | генерал-майор      | 04.06.1880-29.04.1881    |
| Баранов Йосип Гаврилович         | генерал-майор      | 29.04.1881-30.08.1888    |
| Унтербергер Павло Фридрихович    | генерал-лейтенант  | 01.10.1888-27.05.1897    |
| Субботіч Дєан Іванович           | генерал-майор      | 11.06.1897-10.09.1898    |
| Чичагов Микола Михайлович        | генерал-лейтенант  | 04.01.1899-18.01.1903    |
| Колюбакин Олексій Михайлович     | генерал-майор      | 18.01.1903-19.09.1905    |
| Флуг Василь Єгорович             | генерал-майор      | 19.09.1905-01.01.1910    |
| Свечін Іван Миколайович          | генерал-майор      | 01.01.1910-03.10.1911    |
| Манакін Михайло Михайлович       | генерал-майор      | 30.10.1911-03.01.1914    |
| Сташевський Арсеній Дмитрович    | генерал-лейтенант  | 1914—1915                |
| Толмачов Володимир Олександрович | генерал-лейтенант  | 20.01.1916- червень 1917 |

| Ф. І. Б.                           | Титул, чин, звання                  | Час заміщення посади  |
| ---------------------------------- | ----------------------------------- | --------------------- |
| Петров Ілля Костянтинович          | дійсний статський радник            | 01.07.1883-01.10.1886 |
| Омельянович-Павленко Яків Павлович | дійсний статський радник            | 01.10.1886-31.12.1910 |
| Мономахов Микола Володимирович     | дійсний статський радник            | 31.12.1910-18.06.1912 |
| Лодиженський Володимир Ілліч       | надвірний радник (колезький радник) | 08.09.1912-05.08.1914 |
| Коренєв Леонід Олександрович       | колезький радник                    | 1914—1916             |
| Тернівський Анатолій Миколайович   | Статський радник                    | 1916-1917             |